# 멱법칙

인구 순위를 나타내는 데 사용되는 멱법칙 그래프의 예. 오른쪽은 롱테일의 형태를 띠며, 왼쪽은 전체에서 절대적인 비율을 차지하는 소수의 도시들을 나타낸다. 이러한 형태는 파레토 법칙으로도 알려져 있다.

멱법칙(冪法則, power law)은 한 수(數)가 다른 수의 거듭제곱으로 표현되는 두 수의 함수적 관계를 의미한다. 예를 들어, 특정 인구수를 가지는 도시들의 숫자는 인구수의 거듭제곱에 반비례하여 나타난다. 경험적인 멱법칙 분포는 근사적으로만, 또는 제한된 범위에서만 적용된다.

## 실증적 사례
매우 다양한 물리, 생물 및 인간이 만들어낸 현상들이 넓지만 제한된 범위에서 근사적으로 멱법칙을 따른다. 여기에는 지진의 규모, 달의 크레이터, 태양 플레어, 다양한 종의 사냥 패턴, 신경 개체군 활동 패턴의 크기, 대다수 언어에서 단어의 사용 빈도, 성씨의 빈도, 유기체의 계통 분기군의 종의 다양성, 정전, 전쟁 및 다른 많은 종류의 수량의 규모가 포함된다. 모든 값이 멱법칙을 따르는 분포는 드물며, 대부분 분포의 꼬리 부분에서만 멱법칙이 적용된다.
다양한 복합 매질에서 발생하는 음파 감쇠의 경우에는 넓은 주파수 대역에 걸쳐 멱법칙을 따른다.

## 같이 보기
- 두터운 꼬리 분포
- 긴 꼬리
- 파레토 분포
- 오스트발트-드 웰 관계식
- 멱함수(power function)